# Чудеса світу
Люди здавна складали списки чудес світу. Найчастіше такі списки обмежувалися сімома лауреатами, наслідуючи давньогрецькі сім чудес світу.

## Три дива за Геродотом

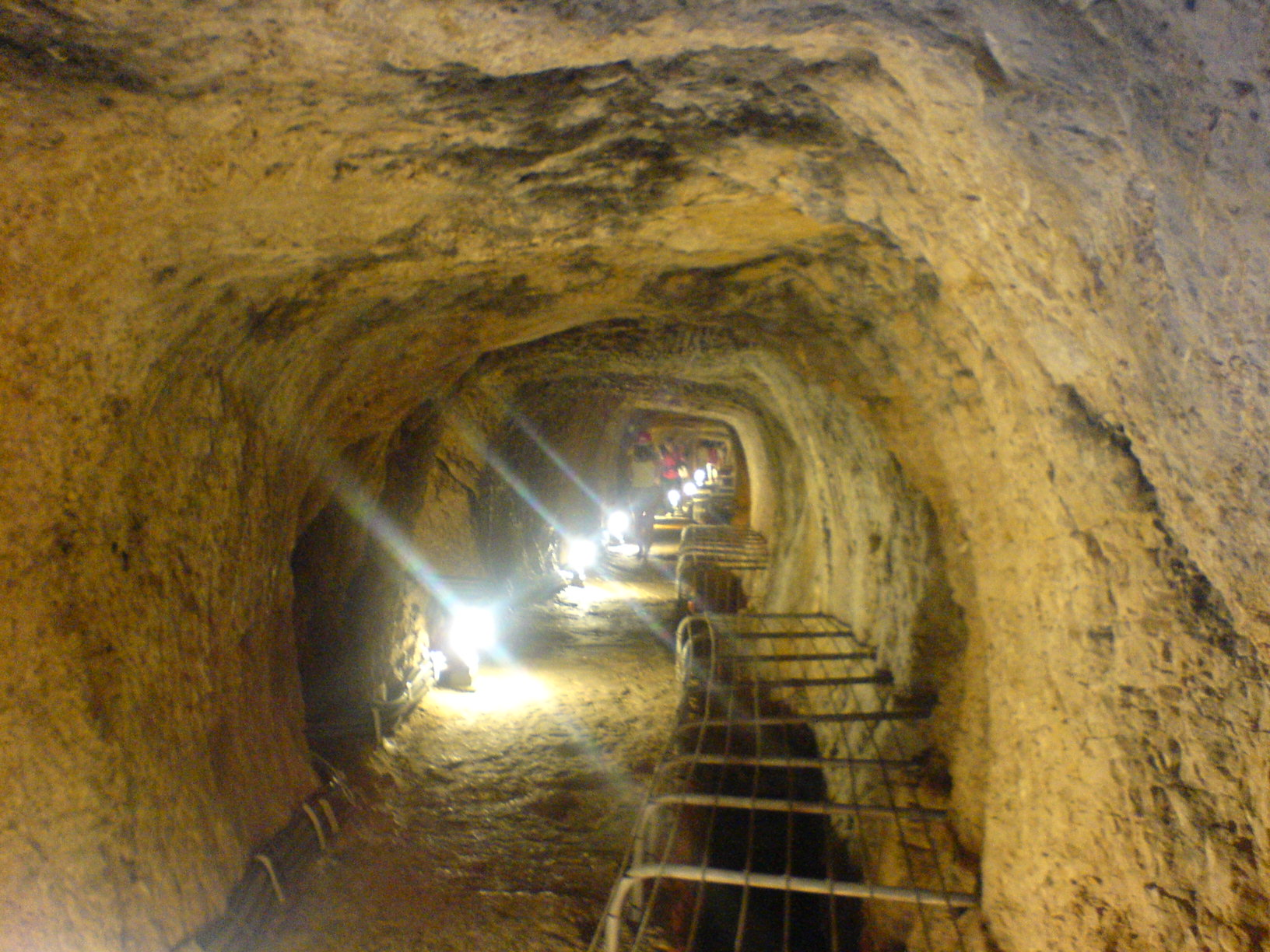
Акведук.

Можливо, найперший подібний список склав Геродот ще в V столітті до н. е. У своїх працях «батько історії» перераховує три дива на острові Самос, який за античних часів був центром іонійської культури. Ось ці чудеса:
- Акведук у вигляді тунелю (кілометровий водогін постачав місто чистою водою),
- Дамба в порту на острові (була призначена для захисту узбереж),
- Храм богині Гери.

## Сім чудес світу в античні часи

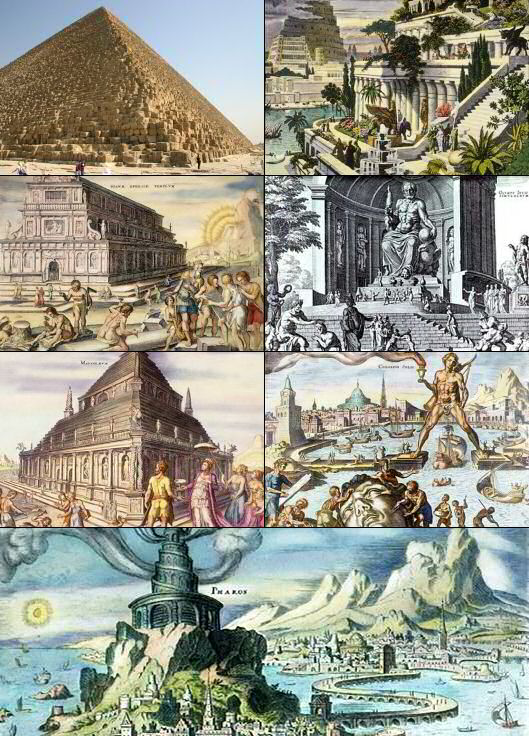
Сім чудес світу.

Приблизно в III столітті до н. е. сформувався класичний список з семи чудес світу:
- Піраміда Хеопса (Гіза, 2550 до н. е.),
- Висячі сади Семіраміди (Вавилон, 600 р. до н. е.),
- Статуя Зевса в Олімпії (Олімпія, 435 р. До н. е.),
- Храм Артеміди (Ефес, 550 р до н. е.),
- Мавзолей у Галікарнасі (Галікарнас, 351 р. До н. е.),
- Колос Родоський (Родос, між 292 і 280 рр. до н. е.),
- Александрійський маяк (Александрія, III століття до н. е.).

## Сучасні сім чудес Світу
2001 року відкрито проект некомерційної організації New Open World Corporation, покликаний виявити сучасні сім чудес. Окремо визначались архітектурні та природні чудеса. Онлайн-голосування мало на меті вибір з-поміж 200 пам’яток. Переможці в першій категорії визначилися 7 липня 2007 року. Велика піраміда в Гізі, єдина з семи стародавніх чудес, не потрапила в список переможців, оголошених 2007 року, але була додана як почесний кандидат. Переможці у другій категорії стали відомі 2011 року.

### Рукотворні чудеса світу
| Назва                             | Регіон           | Місцеперебування         | Зображення |
| --------------------------------- | ---------------- | ------------------------ | ---------- |
| Колізей                           | Європа           | Рим, Італія              |            |
| Великий китайський мур            | Азія             | Китай                    |            |
| Мачу-Пікчу                        | Південна Америка | Перу                     |            |
| Петра                             | Азія             | Йорданія                 |            |
| Тадж Махал                        | Азія             | Аґра, Індія              |            |
| Статуя Христа-Спасителя           | Південна Америка | Ріо-де-Жанейро, Бразилія |            |
| Чичен-Іца                         | Північна Америка | Юкатан, Мексика          |            |
| Піраміди Гізи (почесний кандидат) | Африка           | Єгипет                   |            |

### Чудеса природного світу
| Назва                               | Тип               | Місцеперебування                                                                 | Зображення |
| ----------------------------------- | ----------------- | -------------------------------------------------------------------------------- | ---------- |
| Амазонка та амазонський дощовий ліс | Річка Місцевість  | Болівія Бразилія Венесуела Гаяна Колумбія Перу Суринам Французька Гвіана Еквадор |            |
| Ха Лонг                             | Бухта             | В'єтнам                                                                          |            |
| Іґуасу                              | Водоспад          | Аргентина Бразилія                                                               |            |
| Провінція Чеджу                     | Острів            | Південна Корея                                                                   |            |
| Національний парк «Комодо»          | Національний парк | Індонезія                                                                        |            |
| Підземна річка Пуерто-Принсеса      | Карстові печери   | Філіппіни                                                                        |            |
| Столова гора                        | Національний парк | ПАР                                                                              |            |

## Сім природних чудес світу від «Сі-Ен-Ен»
1997 року телекомпанія «Сі-Ен-Ен» склала свій список чудес природи.
| Назва                 | Місцеперебування                    | Зображення |
| --------------------- | ----------------------------------- | ---------- |
| Гранд-Каньйон         | Аризона, США                        |            |
| Великий бар'єрний риф | північно-східне узбережжя Австралії |            |
| Гавань Ріо-де-Жанейро | Бразилія                            |            |
| Джомолунгма (Еверест) | Непал                               |            |
| Полярне сяйво         | Атмосфера Землі                     |            |
| Вулкан Парікутін      | Мексика                             |            |
| Водоспад Вікторія     | Замбія, Зімбабве                    |            |

## 80 чудес світу від «Бі-Бі-Сі»
2005 року телеканал «Бі-Бі-Сі» запустив в ефір серію документальних фільмів під загальною назвою «Навколо світу за 80 скарбів» (англ. Around the World in 80 Treasures). До списку вибраних творів мистецтва та архітектури потрапили, в тому числі, Геогліфи Наски в Перу, кам'яні статуї Моаї на острові Пасхи, Статуя Свободи у США, найбільший у світі буддійський комплекс Боробудур в Індонезії, імператорське Заборонене місто та теракотова армія в Китаї, Храм Мінакші в Індії, іранський Персеполіс, лівійський Лептіс-Магна, грецький Парфенон, Соловецькі острови в Росії та інші чудеса.

## Чудеса підводного світу
| За версією CEDAM International | За версією WebUrbanist     |
| ------------------------------ | -------------------------- |
| Підводний світ Палау           | Підводні руїни Александрії |
| Белізький бар'єрний риф        | Камбейська затока, Індія   |
| Великий бар'єрний риф          | Озеро Пхаяо, Таїланд       |
| Глибоководні морські тріщини   | Йонаґуні, Японія           |
| Галапагоські острови           | Гавана, Куба               |
| Озеро Байкал                   | Іркутська область, Росія   |
| Північ Червоного моря          | Азія                       |

## Список за країною
- Сім чудес Бельгії
- Сім чудес Казахстану
- Сім чудес Канади
- Сім чудес Польщі
- Сім чудес Португалії
- Сім чудес Росії
- Сім чудес України
- Сім природних чудес України